# Mantispa fulvicornis
Mantispa fulvicornis is een insect uit de familie van de Mantispidae, die tot de orde netvleugeligen (Neuroptera) behoort. 
Mantispa fulvicornis is voor het eerst wetenschappelijk beschreven door Navás in 1929.